# Longitarsus pratensis
Longitarsus pratensis é uma espécie de insetos coleópteros polífagos pertencente à família Chrysomelidae.
A autoridade científica da espécie é Panzer, tendo sido descrita no ano de 1794.
Trata-se de uma espécie presente no território português.